# Aloïs Riegl
Aloïs Riegl, né le 14 janvier 1858 à Linz et mort le 17 juin 1905 à Vienne, est un historien de l'art autrichien, auteur notamment de Der moderne Denkmalkultus, sein Wesen, seine Entstehung, traduit en français sous le titre Le Culte moderne des monuments, son essence et sa genèse.

## Formation
Riegl a fait ses études à Vienne. Il a suivi en particulier les cours de philosophie et d'histoire de Franz Brentano, Alexius Meinong, Max Büdinger (de) et Robert Zimmerman.
Il est considéré comme un des membres fondateurs de la première École de Vienne avec Franz Wickhoff. Ils seront suivis notamment par Max Dvorak, Julius von Schlosser, et Otto Pächt.

## Carrière
1886 - 1897 : conservateur au musée de Vienne.
1897 : professeur à l'université de Vienne.
1903 : publication du Culte moderne des monuments, alors qu'Aloïs Riegl présidait une commission sur les monuments historiques.

## Le Culte moderne des monuments
En 1902, il accepte une mission de la commission centrale des monuments historiques autrichiennes sur la protection des monuments historiques. Le rapport qu'il remet est constitué de trois parties :
- la première partie est une étude épistémologique sur le monument historique. Cette partie a été publiée en 1903 à part sous le titre Der moderne Denkmalkultus, sein Wesen, seine Entstehung et traduit en français sous le titre Le Culte moderne des monuments ;
- la deuxième est législative, c'est l'équivalent de la loi française du 31 décembre 1913 sur les monuments historiques, étayé sur la première partie ;
- la troisième est technique, elle traite des mesures à prendre.

Ouvrage fondamental en histoire de l'art, mais aussi et surtout en restauration, Le Culte moderne des monuments propose une grille de valeurs et de sous-valeurs permettant d'analyser les monuments. Cette grille est basée sur la notion, nouvelle, de Kunstwollen, « vouloir artistique » ou « intention artistique (de l'artiste) » rattachable au « style » (plutôt que volonté d'art ou volonté artistique,).
Aloïs Riegl pose également une distinction importante sur laquelle s'appuient encore aujourd'hui les auteurs qui pensent le patrimoine (Françoise Choay, Jean Davallon...) : il s'agit de la distinction entre « monument » et « monument historique », le premier incarnant l'histoire a priori, le second a posteriori par la lecture qu'on en a.

## Aperçu bibliographique
- Aloïs Riegl (trad. de l'allemand par Henri-Alexis Baatsch, Françoise Rolland, préf. Hubert Damisch), Questions de Style : fondements d'une histoire de l'ornementation [« Stilfragen »], Paris, Hazan, coll. « 35/37 », 2002 (1re éd. 1893), 289 p., 21 cm (ISBN 2-85025-831-8 et 978-2-85025-831-2, OCLC 401523305, BNF 38893486)
- Aloïs Riegl et Ernst Heinrich Zimmermann, L'Industrie d'art de l'époque romaine tardive [« Die spätrömische Kunstindustrie nach den Funden in Österreich-Ungarn dargestellt »], 2000 (1re éd. 1901 et 1923)
- Aloïs Riegl (trad. de l'allemand par Aurélie Duthoo et Étienne Jollet, préf. Étienne Jollet), Le Portrait de groupe hollandais [« Das Holländische Gruppenportrait »], Paris, Hazan, 2008 (1re éd. 1902), 539 p. (ISBN 978-2-85025-986-9 et 2-85025-986-1, OCLC 269436860, BNF 41377124)
- Aloïs Riegl (trad. Sibylle Muller, préf. Paul Philippot), L'Origine de l'art baroque à Rome [« Die Entstehung der Barockkunst in Rom »], Paris, Klincksieck, coll. « L'Esprit et les formes », 1993 (1re éd. Vienne, 1908), 210 p., 21 cm (ISBN 2-252-02885-8 et 978-2-252-02885-8, ISSN 0182-3744, OCLC 28489009, BNF 35570701)
- Aloïs Riegl et Otto Pächt (trad. de l'allemand par Éliane Kaufholz, préf. Otto Pächt), Grammaire historique des arts plastiques : volonté artistique et vision du monde [« Historische Grammatik der bildenden Künste »], Paris, Klincksieck, coll. « L'Esprit et les formes », 1978 (1re éd. 1966), 210 p. (ISBN 2-252-02057-1 et 978-2-252-02057-9, ISSN 0182-3744, OCLC 421852533, BNF 34614797). Réédité en 1990, 2003 et 2015  (ISBN 9782754108218)
- Alois Riegl et Jacques Boulet. 1984. Le Culte moderne des monuments. Sa nature, son origine. Paris-Villemin : École d'Architecture (In Extenso, 3).  (ISBN 2-905222-02-6).
- Alois Riegl, Le culte moderne des monuments. Son essence et sa genèse [Alois Riegl. Trad. de l'allemand par Daniel Wieczorek. Avant-propos de Françoise Choay]. Paris : Éditions du Seuil 1984 (Espacements).  (ISBN 2-02-006821-4).
- Alois Riegl, L'industrie d'art romaine tardive (trad. Marielène Weber, Sophie Yersin Legrand, préf. Christopher Wood, postf. Emmanuel Alloa), Paris, Macula, coll. "La littérature artistique", 2014, 476p.  (ISBN 978-2-86589-075-0)
- Zerner, Henri, « L'histoire de l'art d'Aloïs Riegl : un formalisme tactique » in Écrire l'histoire de l'art. Figures d'une discipline, Paris, Gallimard, 1997.
- Gabi Dolff-Bonekämper : Gegenwartswerte. Für eine Erneuerung von Alois Riegls Denkmalwerttheorie. Dans : Hans-Rudolf Meier und Ingrid Scheurmann (eds.) DENKmalWERTE. Beiträge zur Theorie und Aktualität der Denkmalpflege. Georg Mörsch zum 70. Geburtstag. Deutscher Kunstverlag, Berlin, München 2010,  (ISBN 978-3-422-06903-9), p. 27-40.
- Céline Trautmann-Waller : Alois Riegl (1858-1905). Dans : Michel Espagne et Bénédicte Savoy (eds.) Dictionnaire des historiens d'art allemands. CNRS Éditions, Paris 2010,  (ISBN 978-2-271-06714-2), S. 217-228; 405.

Parutions françaises récentes
- Grammaire historique des arts plastiques - volonté artistique et vision du monde, Hazan, 2015  (ISBN 9782754108218)
- Le Culte moderne des monuments  (trad. Matthieu Dumont, Arthur Lochmman), Paris, Allia, 2021 (1re éd. 2016), 112 p. (ISBN 979-10-304-1648-0, lire en ligne)